# Гдовский ИТЛ
Гдовлаг или Гдовский ИТЛ — исправительно-трудовой лагерь, организованный 24 августа 1940 года в 179 км от Ленинграда в районе станция Сланцы Ленинградской железной дороги на базе существовавшего отдельного лагерного пункта УИТЛК УНКВД Ленинградской области. Первоначально был подчинён ГУЛАГ НКВД СССР, 26 февраля 1941 года переподчинён ГУЛПС. Закрыт 28 июня 1941 года.
Виды деятельности заключённых: строительство Гдовского сланцеперегонного и битумного заводов. В ноябре 1940 года в лагере содержалось 1849 заключённых, к 15 июня 1941 их число выросло до 3175 человек.
Первым начальником Гдовлага был капитан Афанасий Георгиевич Буцкий, впоследствии начальник Магнитогорского лагеря № 257 и лагеря для военнопленных № 107.